# Railjet 2. Generation

Railjet-Schriftzug

Die Railjets der zweiten Generation sind Wendezüge der Österreichischen Bundesbahnen für den Fernverkehr in Österreich und benachbarten Ländern, die seit April 2024 auf der Brennerbahn zum Einsatz kommen. Sie sind eine Weiterentwicklung der ersten Generation und stammen aus der Fahrzeugfamilie Viaggio Next Level von Siemens.

## Geschichte
Im Juli 2018 gaben die ÖBB die Bestellung von 21 neuen Fernzügen für den Tag- und Nachtverkehr bei Siemens bekannt. Auch die acht Züge für den Tagverkehr dieses Typ werden unter der Marke Railjet betrieben werden.
Im Gegensatz zur ersten Railjet-Generation verfügen die Züge der zweiten Generation über mehr als 500 Sitzplätze in neun Wagen, wovon sieben Wagen einen Niederflureinstieg bieten. Weiters wird bei den Railjets der zweiten Generation ein neues Innenraumkonzept umgesetzt. Hierbei sind die Sitzplätze sowohl in Großraumwagen als auch in Abteilen angeordnet.
2019 begann die Produktion und 2022 sollten die ersten Züge in Dienst gestellt werden. Die Auslieferung verzögerte sich jedoch um einige Zeit und der Ersteinsatz erfolgte erst in den Osterferien 2024. Aufgrund von Fahrzeugmangel bei den ÖBB wurden die Einheiten als Verstärker zwischen Wien und Feldkirch eingesetzt. Am 5. April 2024 fand die offizielle Premierenfahrt von München nach Verona statt, bei der der Railjet im Rahmen einer Pressekonferenz in Innsbruck vorgestellt wurde.
Am 8. April 2024 starteten die neuen Züge ihren Einsatz mit zunächst 3 Zugpaaren auf der Brennerbahn, zusätzlich zu den bereits bestehenden Eurocity-Garnituren. Schrittweise sollen alle Eurocity-Zugpaare durch Railjet-Zugpaare ersetzt werden.
Am 22. Dezember 2023 erfolgte der Abruf von 19 weiteren Zügen der zweiten Generation aus dem Rahmenvertrag mit Siemens. Die Auslieferung dieser Züge soll bis Mitte 2028 abgeschlossen sein. Diese sollen dann auf der Südstrecke unterwegs sein.
Im Juli 2025 wurde eine Änderung der Bestellung auf insgesamt 40 Zuggarnituren (davon 12 in 9-teiliger und 28 in 7-teiliger Konfiguration) mit Auslieferung bis 2030 verkündet.
Der Wendezugbetrieb ist aufgrund der fehlenden Zulassung der Steuerwagen als führendes Fahrzeug noch nicht möglich.

## Wagenklassen
Jede Garnitur bietet drei Klassen: die Economy Class, First Class und Business Class.
Insgesamt bietet ein Railjet dieser Bauart 532 Sitzplätze und drei Rollstuhlstellplätze. In einer Garnitur können auch sechs Fahrräder untergebracht werden.
Alle Sitze sind mit Steckdosen, USB-A-Ladebuchsen und Leselampen ausgestattet. Die Zweierplätze bieten auch eine induktive Lademöglichkeit. Anders als im Railjet der ersten Generation, besteht eine Zweier-Sitzgruppe aus einer Bank anstatt aus zwei separaten Sitzen. Der Zug verfügt wie die Eurofima-Wagen über Abteile. In den Wagen mit Niederflureinstiegen ist der Wagenboden zwischen den Drehgestellen abgesenkt; Stufen zu den Bereichen über den Drehgestellen sind die Folge.

### Economy Class
Die »Economy Class« bietet 430 Sitzplätze mit einem 2+2-Sitzteiler. Davon entfallen 60 Plätze auf die neuen Sechserabteile an den Wagenenden. In dieser Klasse befindet sich auch eine Ruhezone und eine Familienzone.

### First/Business Class
Die »First Class« bietet 102 Sitzplätze in einem 2+1-Sitzteiler. Die Ledersitze sind im Vergleich zur »Economy Class« größer und können großzügiger verstellt werden. Die »First Class« verfügt auch über eine Ruhezone. 16 Sitzplätze entfallen auf die Viererabteile, in welchen die Business Class untergebracht ist. Die Sitze unterscheiden sich jedoch nicht von jener der First Class, wie es im Railjet der ersten Generation der Fall war.
Das Bord-Bistro bietet zwölf Plätze und befindet sich zwischen beiden Wagenklassen. Zudem verfügen die Zugeinheiten über Snackautomaten.
Weiters bieten die Zugeinheiten Kinderwagenplätze, Skiablagen und kostenloses WLAN. Die Toiletten sind erstmals bei den ÖBB geschlechtergetrennt.

Wagenklassen
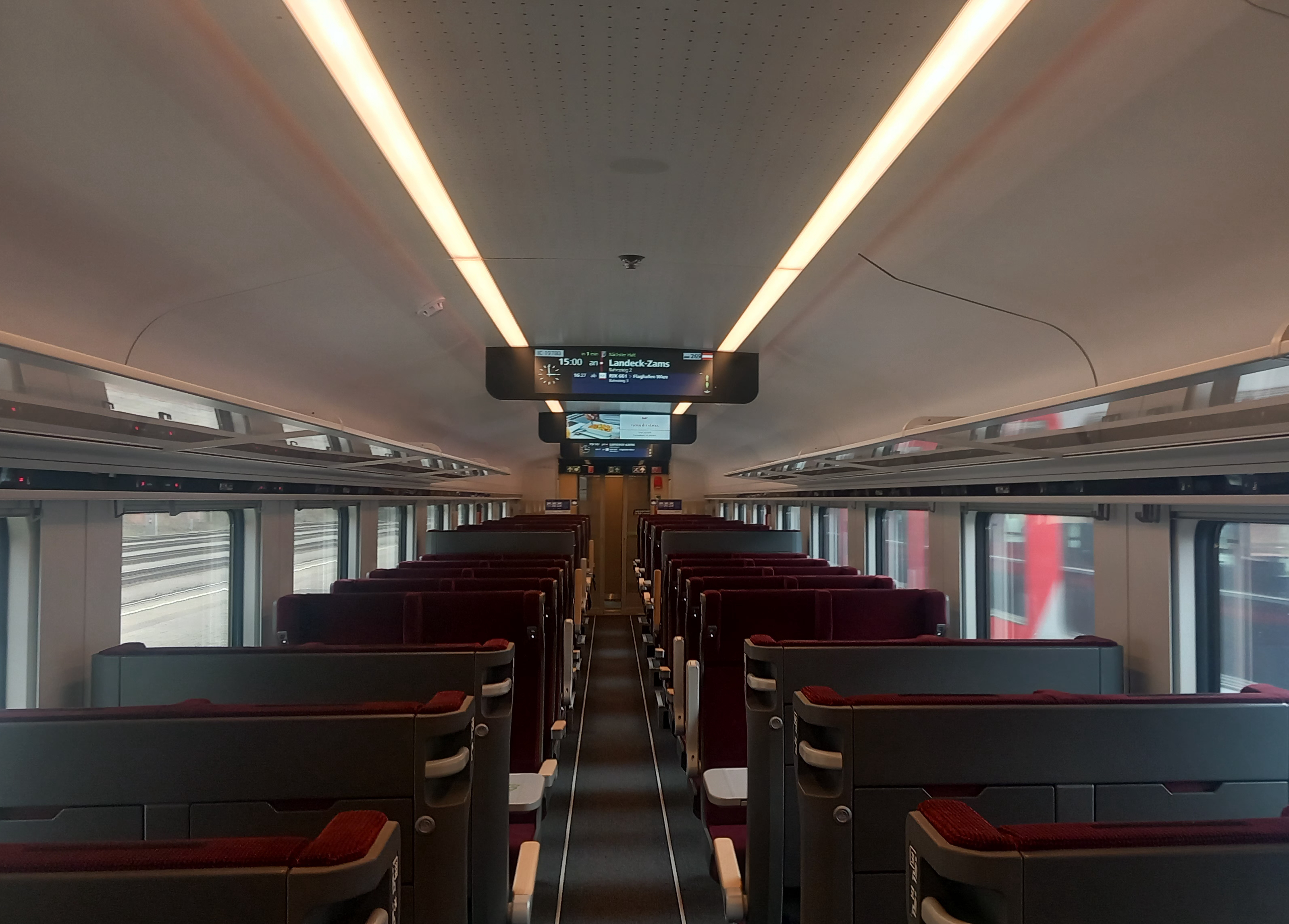
Economy Class
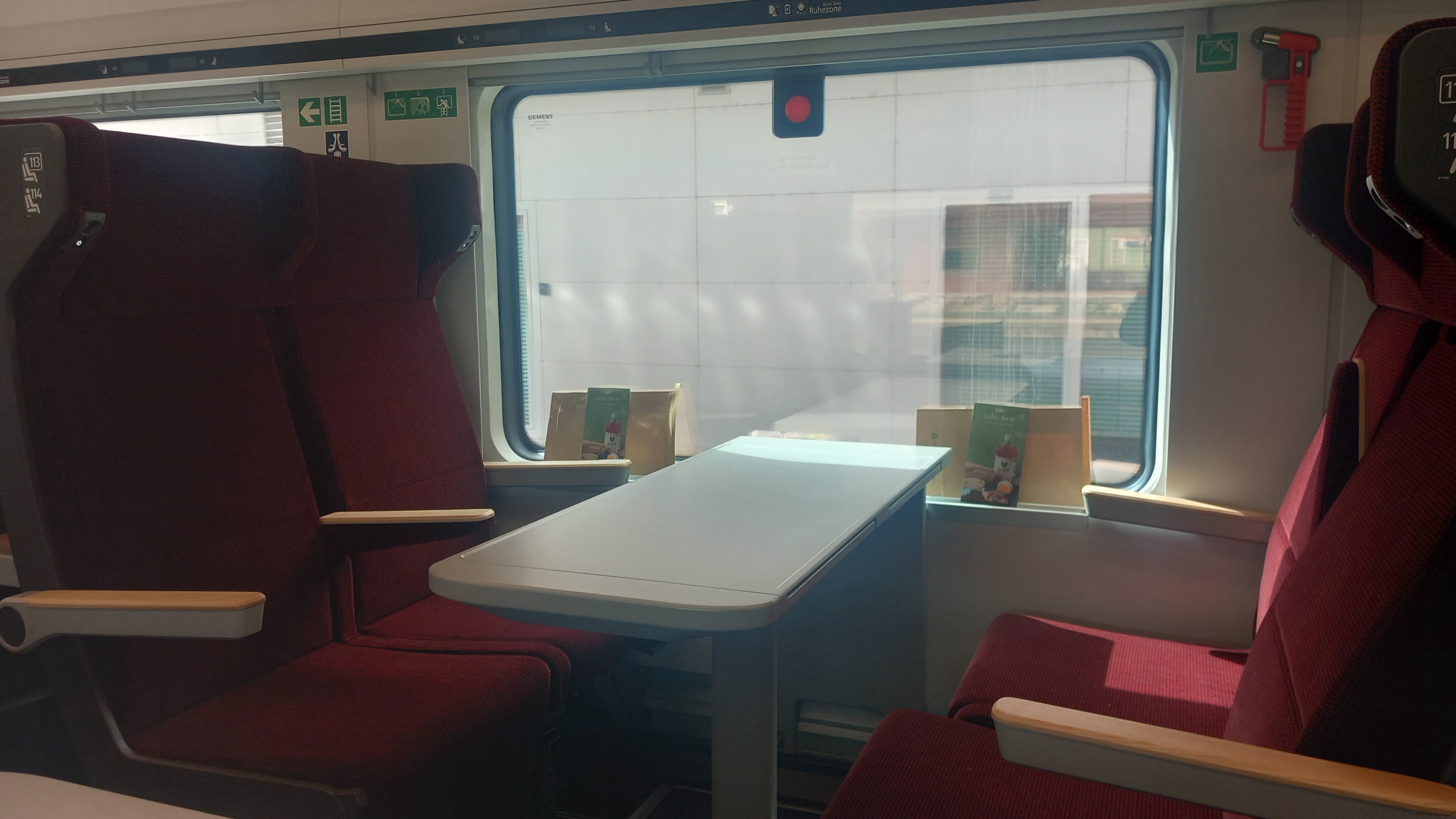
Vierer-Sitzgruppe der Economy Class
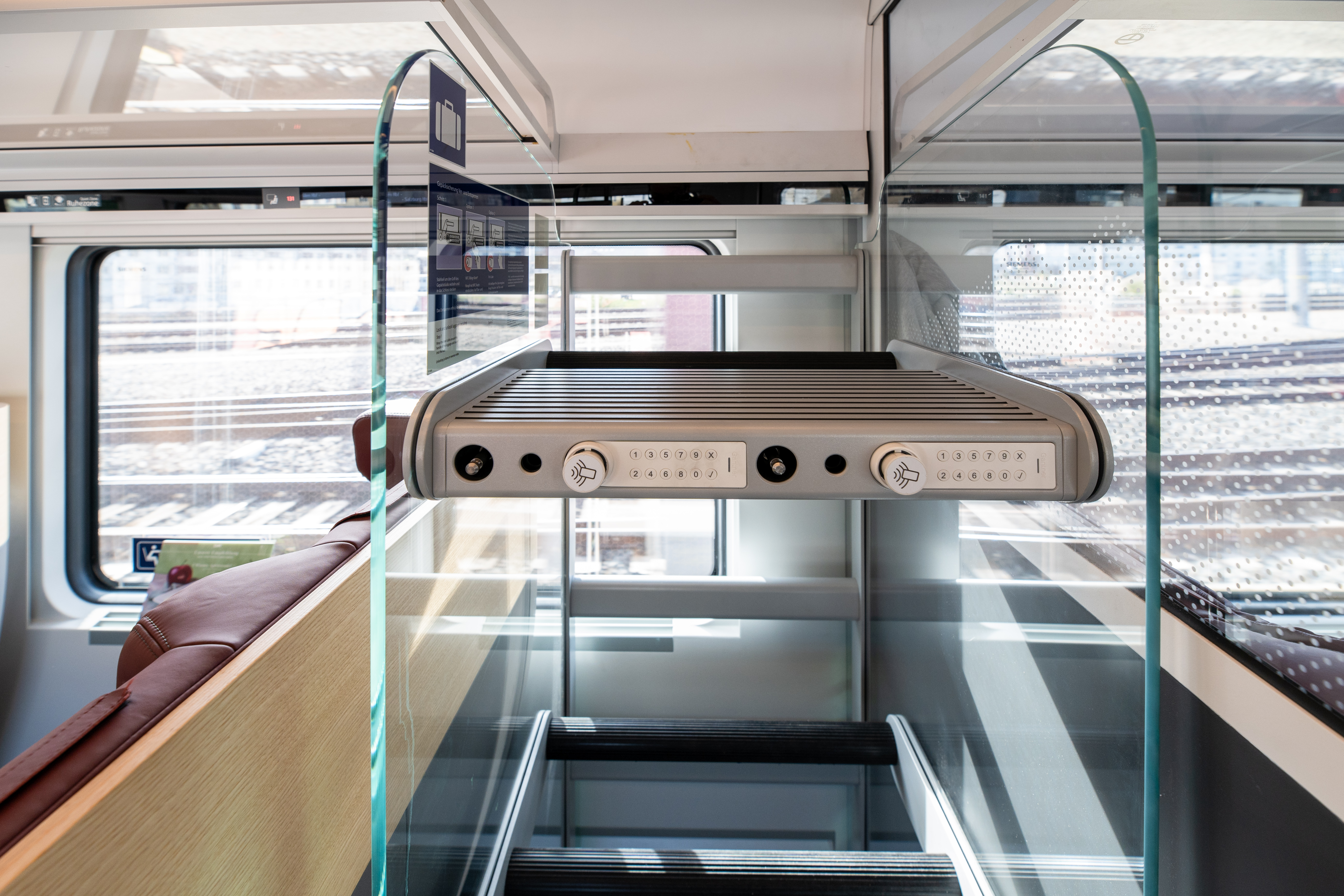
Gepäckablage
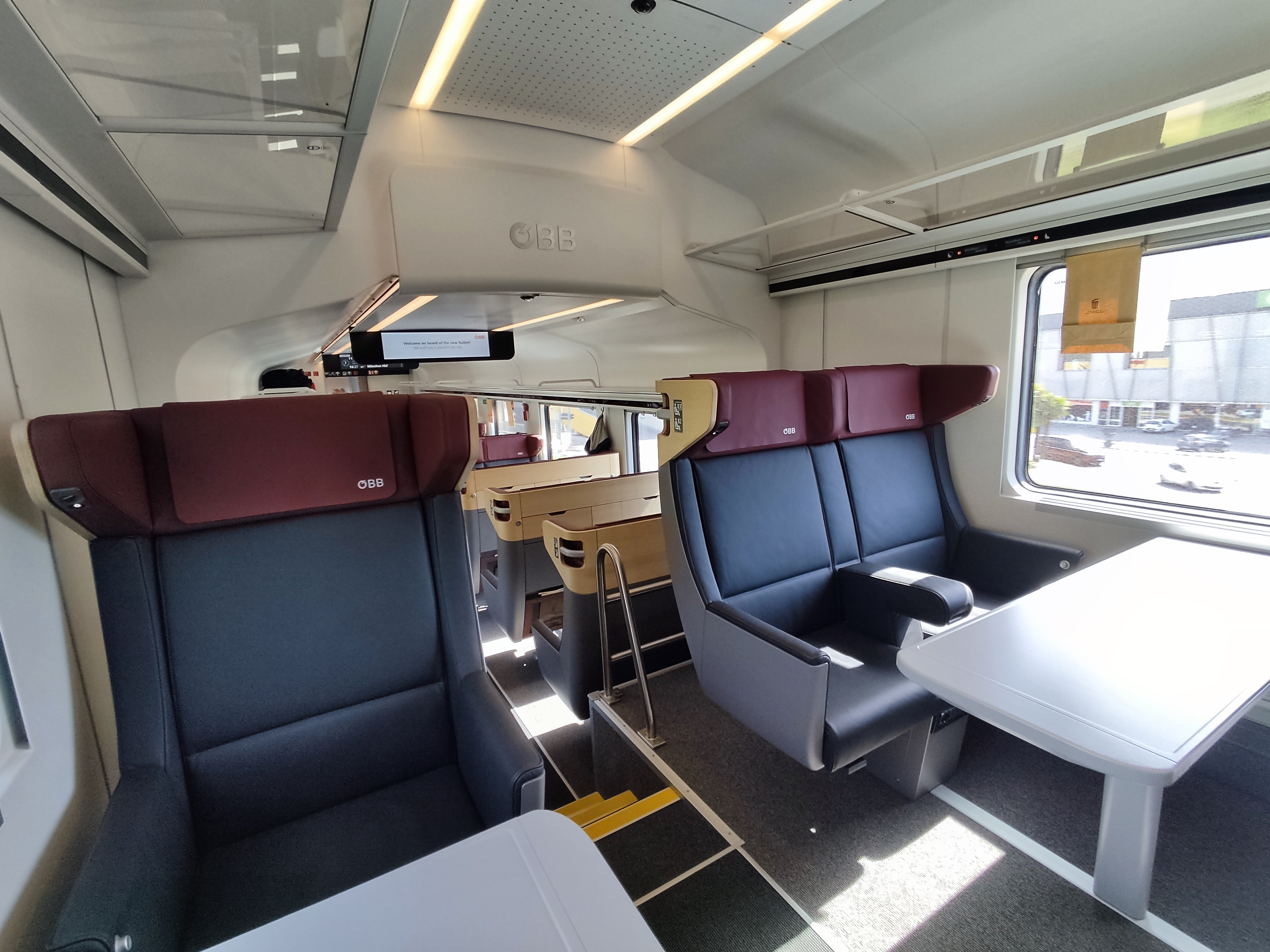
First Class
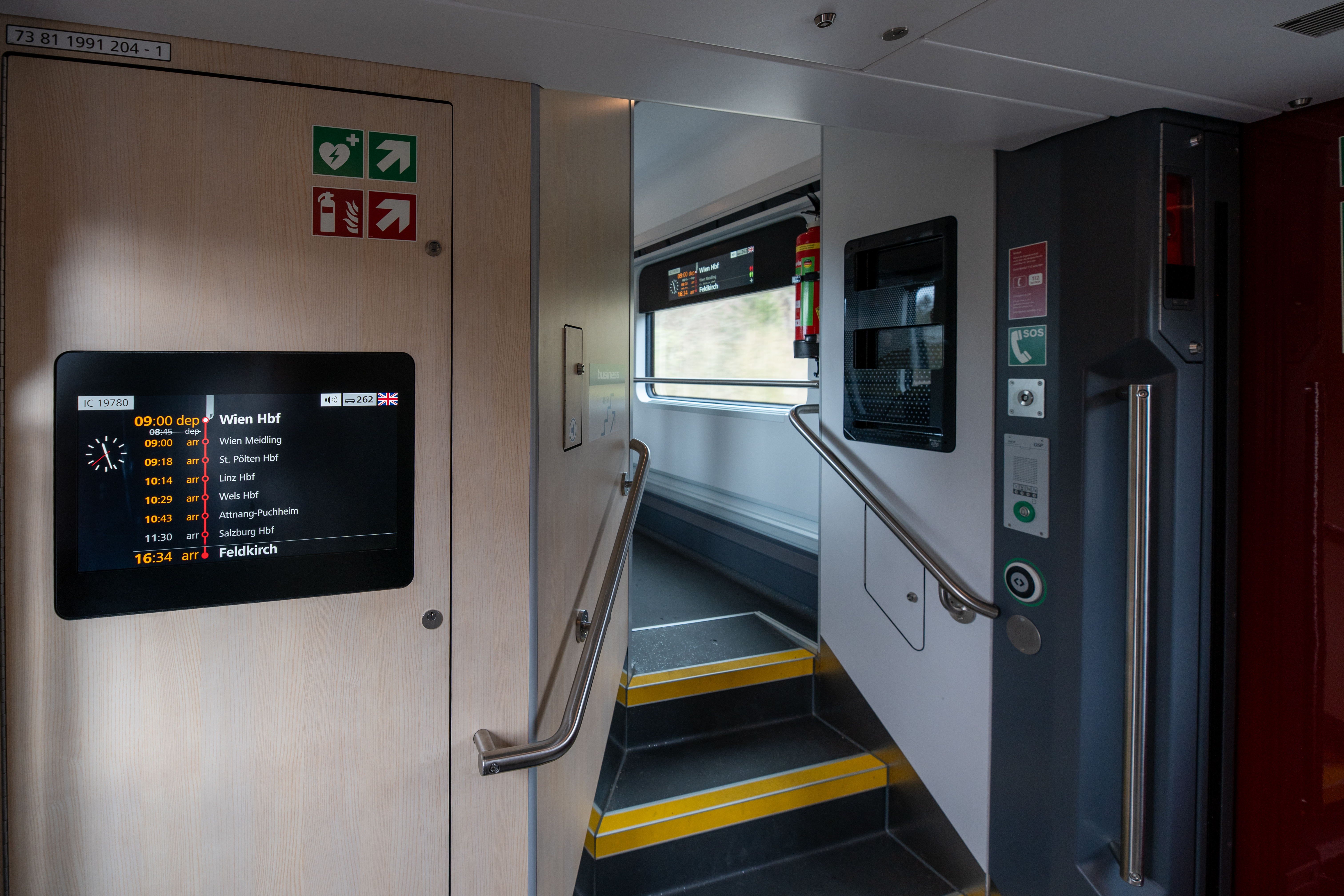
Stiege zu den Abteilen

## Design
Die Außengestaltung ist gleich wie die der ersten Generation, jedoch entspricht der Führerstand der Steuerwagen auch äußerlich den Vectron-Lokomotiven, anstatt der Taurus-Lokomotiven bei den Einheiten der ersten Generation.
Das Innenraumdesign der zweiten Railjet-Generation wurde vom Britischen Designbüro PriestmanGoode entwickelt. Dabei wurden großzügigere Einstiegsbereiche, verbesserte Sitze, Steckdosen an allen Plätze und eine neue Gestaltung des Bordrestaurants entworfen.
Kritik am neuen Design gab es an den fehlenden Mülleimern im Fahrgastraum. Anstatt diesen gibt es an allen Plätzen Mülltüten, die vom Zugpersonal regelmäßig eingesammelt werden. An den Wagenenden befinden sich jedoch noch Mülleimer.

## Wagenbezeichnungen

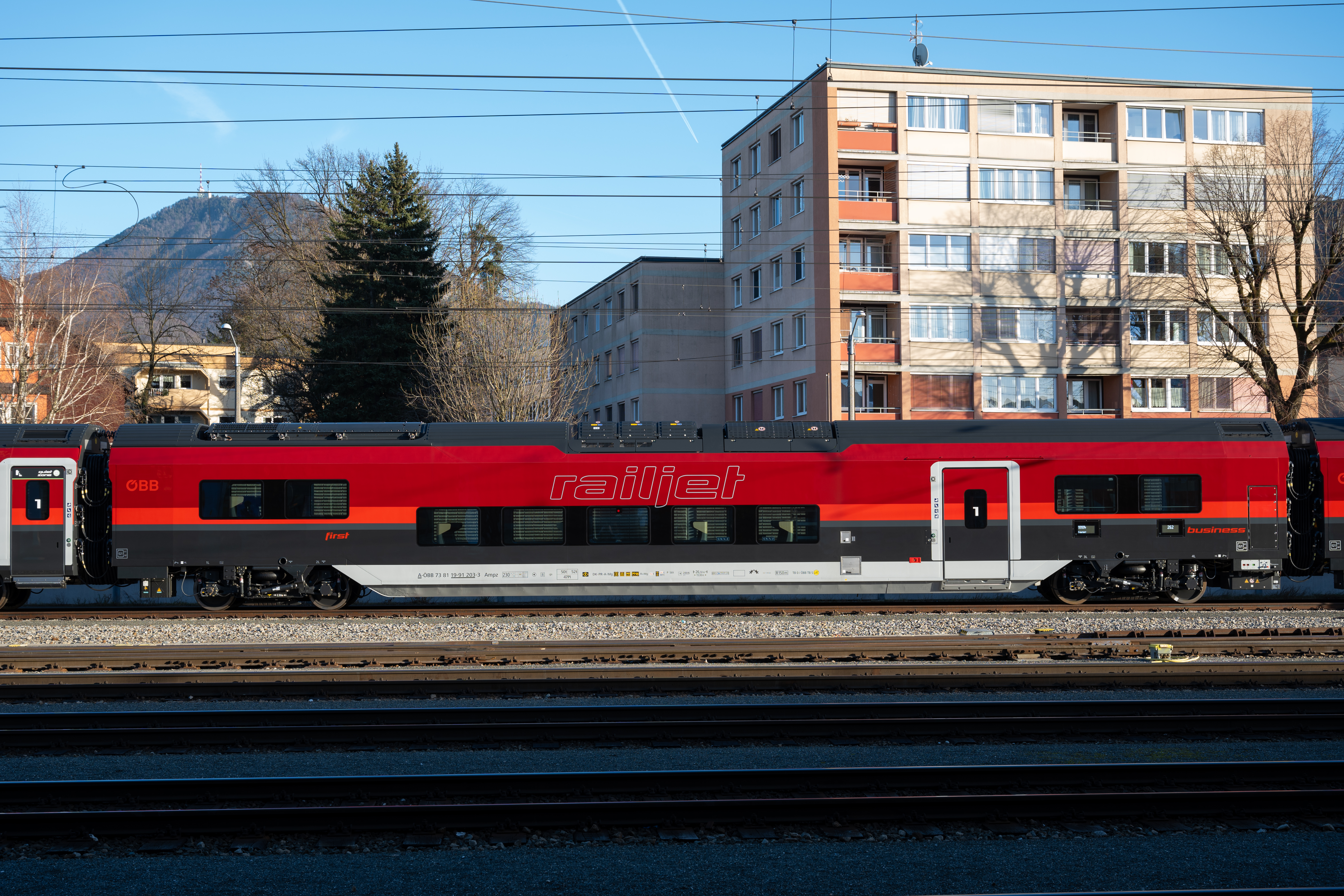
1. Klasse-Wagen mit Niederflureinstieg

Die neun Wagen sind für die Platzreservierung mit 261 bis 269 nummeriert. Die Einheiten werden planmäßig mit Lokomotiven der Reihen 1216 und 1293 bespannt. Im Gegensatz zu den Railjet-Einheiten der ersten Generation liegen die Plätze der ersten Klasse am Betriebskuppelende zur Lokomotive.
- Lokomotive
- Wagen 261: A-ÖBB 73 81 19-91 1xx-x Ampz (Endwagen, Ruhezone, First Class/Business Class); 55 Sitzplätze
- Wagen 262: A-ÖBB 73 81 19-91 2xx-x Ampz (First Class/Business Class); 47 Sitzplätze
- Wagen 263: A-ÖBB 73 81 85-91 3xx-x BRmpz (Bordrestaurant, Economy Class); 30 Sitzplätze
- Wagen 264: A-ÖBB 73 81 28-91 4xx-x Bbmpvz (3 Rollstuhlstellplätze, 6 Fahrradstellplätze, Economy Class); 42 Sitzplätze
- Wagen 265: A-ÖBB 73 81 22-91 5xx-x Bmpz (Economy Class); 72 Sitzplätze
- Wagen 266: A-ÖBB 73 81 22-91 6xx-x Bmpz (Familienzone, Economy Class); 72 Sitzplätze
- Wagen 267: A-ÖBB 73 81 22-91 7xx-x Bmpz (Familienzone, Economy Class); 72 Sitzplätze
- Wagen 268: A-ÖBB 73 81 22-91 8xx-x Bmpz (Ruhezone, Economy Class); 72 Sitzplätze
- Wagen 269: A-ÖBB 73 81 80-91 9xx-x Bfmpz (Steuerwagen, Ruhezone, Economy Class); 70 Sitzplätze[9][10]

(System der Nummerierung siehe UIC-Bauart-Bezeichnungssystem für Reisezugwagen)
In den Steuer- und Endwagen mit Betriebskuppelende ist der Wagenboden zwischen den Drehgestellen nicht abgesenkt. Am Betriebskuppelende des Endwagens Apmz gibt es im Gegensatz zu den Einheiten der ersten Generation einen während der Fahrt benutzbaren Gummiwulst-Wagenübergang.

## Einsatz

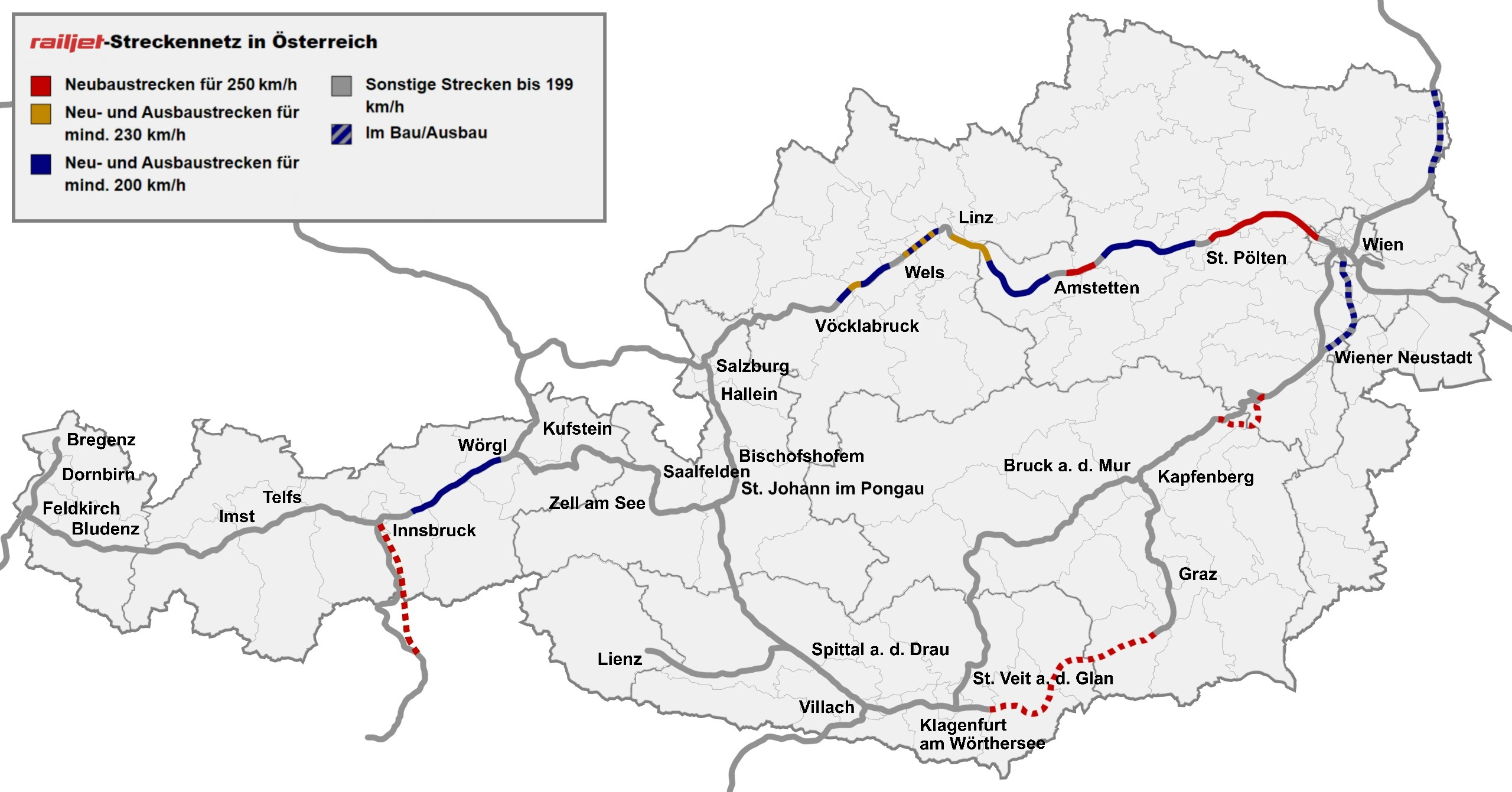
Railjet-Streckennetz

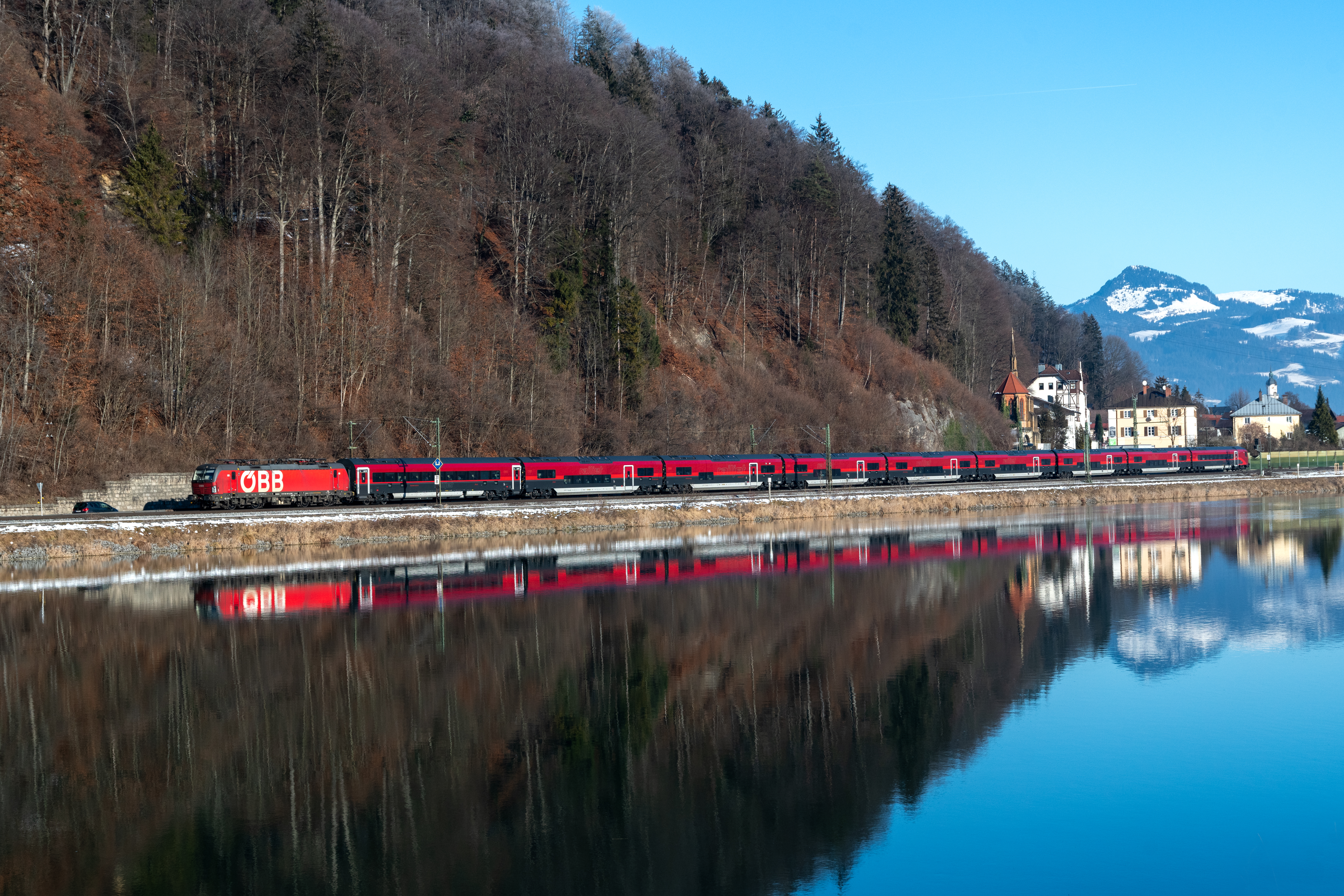
Lok der Reihe 1293 mit einer RJ-Garnitur bei Kufstein (2024)

Die Railjets der zweiten Generation sind seit April 2024 auf der Brennerbahn im Einsatz. Sie verkehren im 2-Stunden-Takt zwischen München und Italien (Verona, Rimini, Bologna und Venedig), wobei ein Zugpaar nur bis Innsbruck verkehrt. Ein Zugpaar nach Venedig wird noch mit Eurocity-Garnituren (EC80 und EC81) bedient. Mit Auslieferung weiterer Garnituren sollen diese auch auf der Südstrecke über den Koralmtunnel verkehren.